# Bělorusko-polská státní hranice

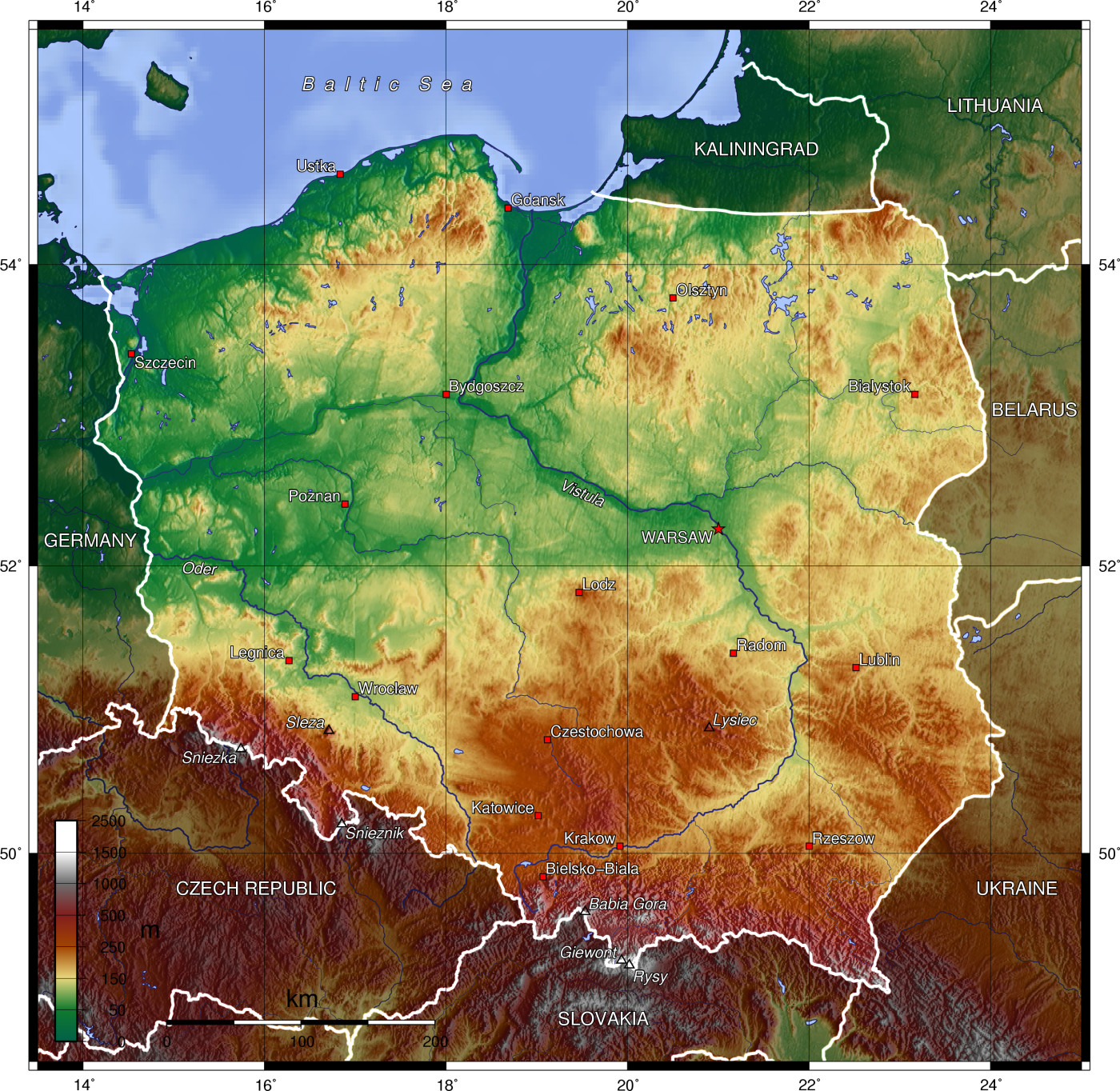
V pravé části obrázku se nachází bělorusko-polská hranice

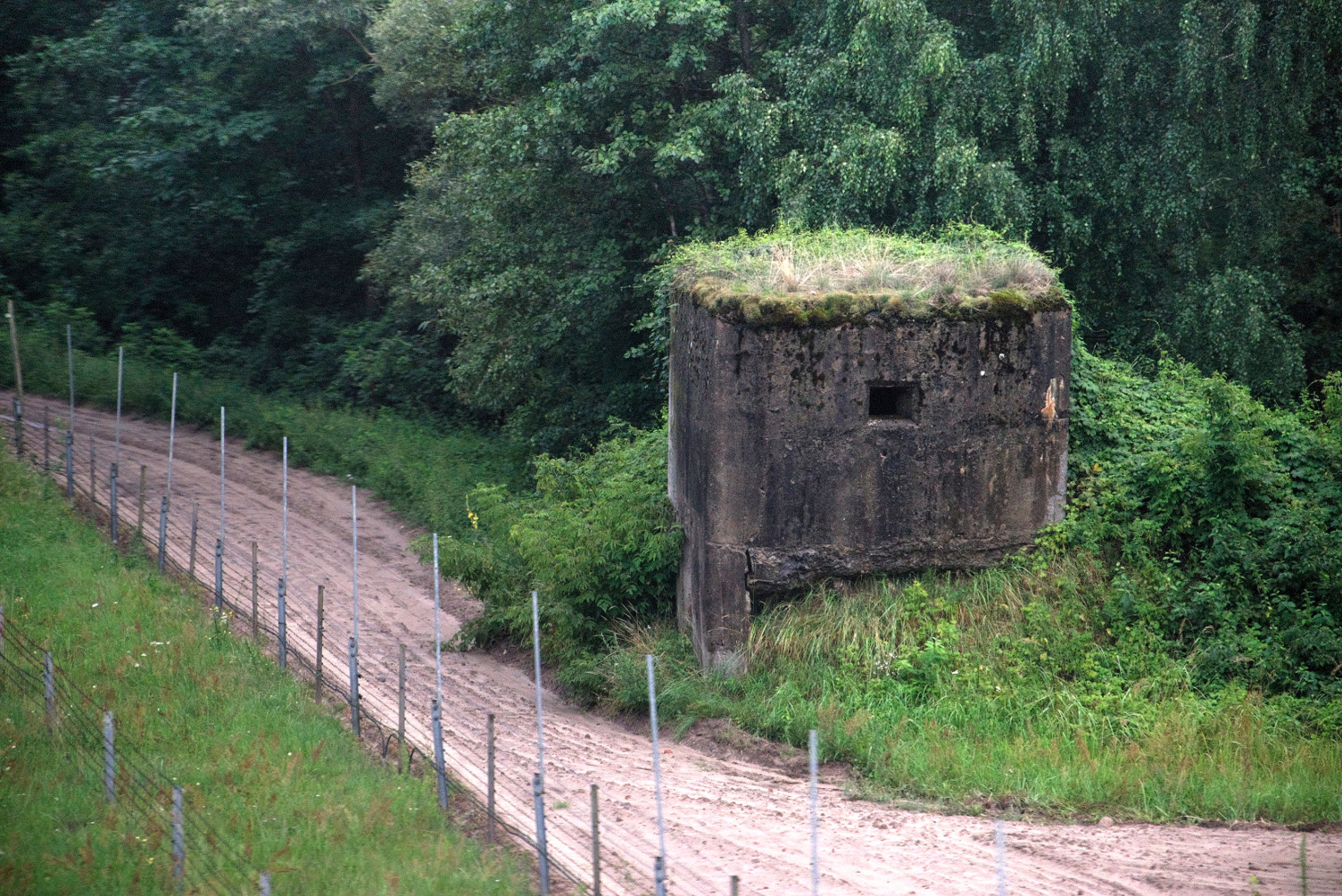
Hraniční pásmo na bělorusko-polské hranici. Je vidět elektrickou signální stěnu KS-185, kontrolní pás a lehké opevnění.

Bělorusko-polská státní hranice je státní hranice mezi Běloruskem a Polskem. Je současně vnější hranicí Evropské unie a Schengenského prostoru. Táhne se v délce 418 km. V celém svém průběhu je totožná s odpovídající částí bývalé státní hranice polsko-sovětské. V roce 2022 zde byla vybudována tzv. polsko-běloruská bariéra v délce 186 km, která má Polsko bránit před ilegální migrací. Byla reakcí na migrační krizi předchozího roku.

## Průběh
Polsko-běloruská státní hranice počíná na bělorusko-polsko-ukrajinském trojmezí na řece Západní Bug. Táhne se jeho tokem na severozápad až k vesnici Niemirów, kde se stáčí k severovýchodu. Protíná Bělověžský prales, kde se stáčí na sever a pokračuje severozápadně až k bělorusko-litevsko-polskému trojmezí na řece Marycha.

## Hraniční přechody
Na bělorusko-polské státní hranici je celkem třináct hraničních přechodů, z toho sedm silničních, pět železničních a jeden říční pro kajaky, otevřený pouze sezónně.